# Reffuveille
Reffuveille ist eine französische Gemeinde im Département Manche in der Normandie. Sie gehört zum Arrondissement Avranches und zum Kanton Isigny-le-Buat. 

## Geografie
Der Oir entspringt bei Reffuveille. Die Gemeinde grenzt im Nordwesten an Brécey, im Norden an Les Cresnays, im Nordosten an Le Mesnil-Adelée, im Südosten an Juvigny les Vallées, Le Mesnil-Rainfray und Chasseguey, im Süden an Le Mesnillard und Isigny-le-Buat, im Südwesten an La Chapelle-Urée sowie im Westen an Le Grand-Celland.

## Bevölkerungsentwicklung
| Jahr      | 1962 | 1968 | 1975 | 1982 | 1990 | 1999 | 2008 | 2018 |
| --------- | ---- | ---- | ---- | ---- | ---- | ---- | ---- | ---- |
| Einwohner | 957  | 842  | 690  | 579  | 534  | 496  | 464  | 508  |

## Sehenswürdigkeiten

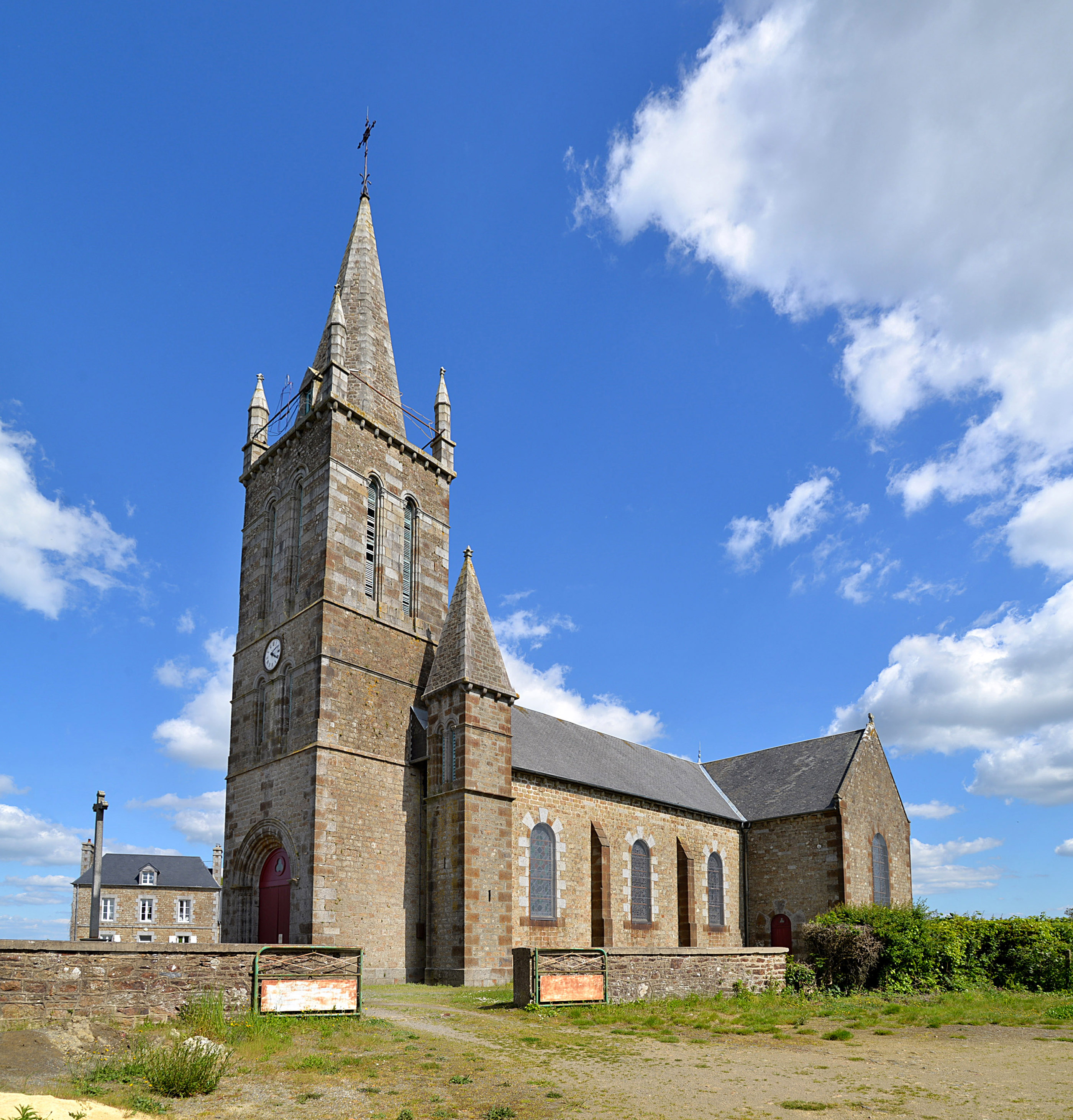
Kirche Saint-Léonard

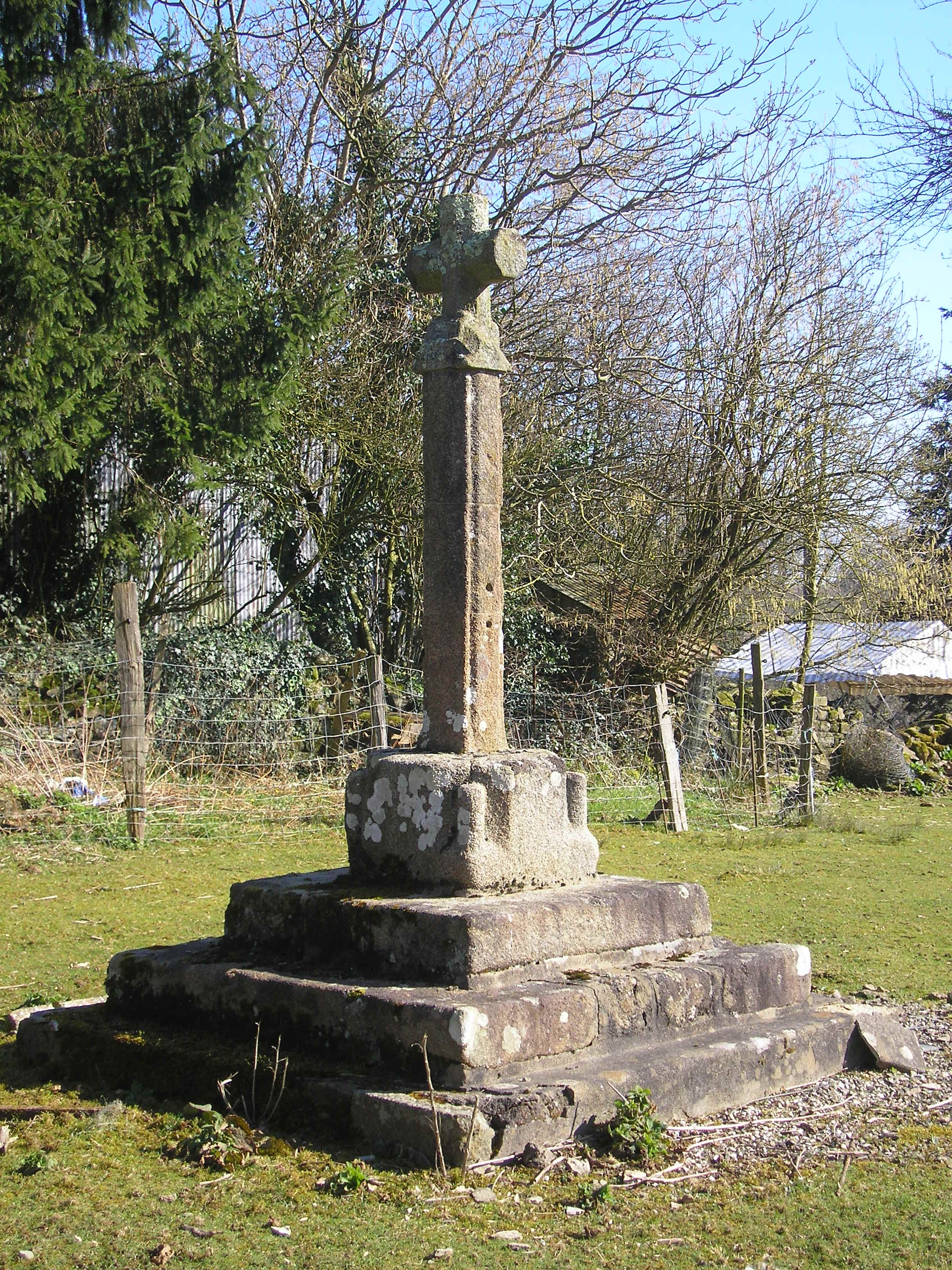
Flurkreuz

- Kirche Saint-Léonard
- Flurkreuz